# Mechanitis menapis
Mechanitis menapis är en fjärilsart som beskrevs av William Chapman Hewitson 1855. Mechanitis menapis ingår i släktet Mechanitis och familjen praktfjärilar. Inga underarter finns listade i Catalogue of Life.

## Bildgalleri

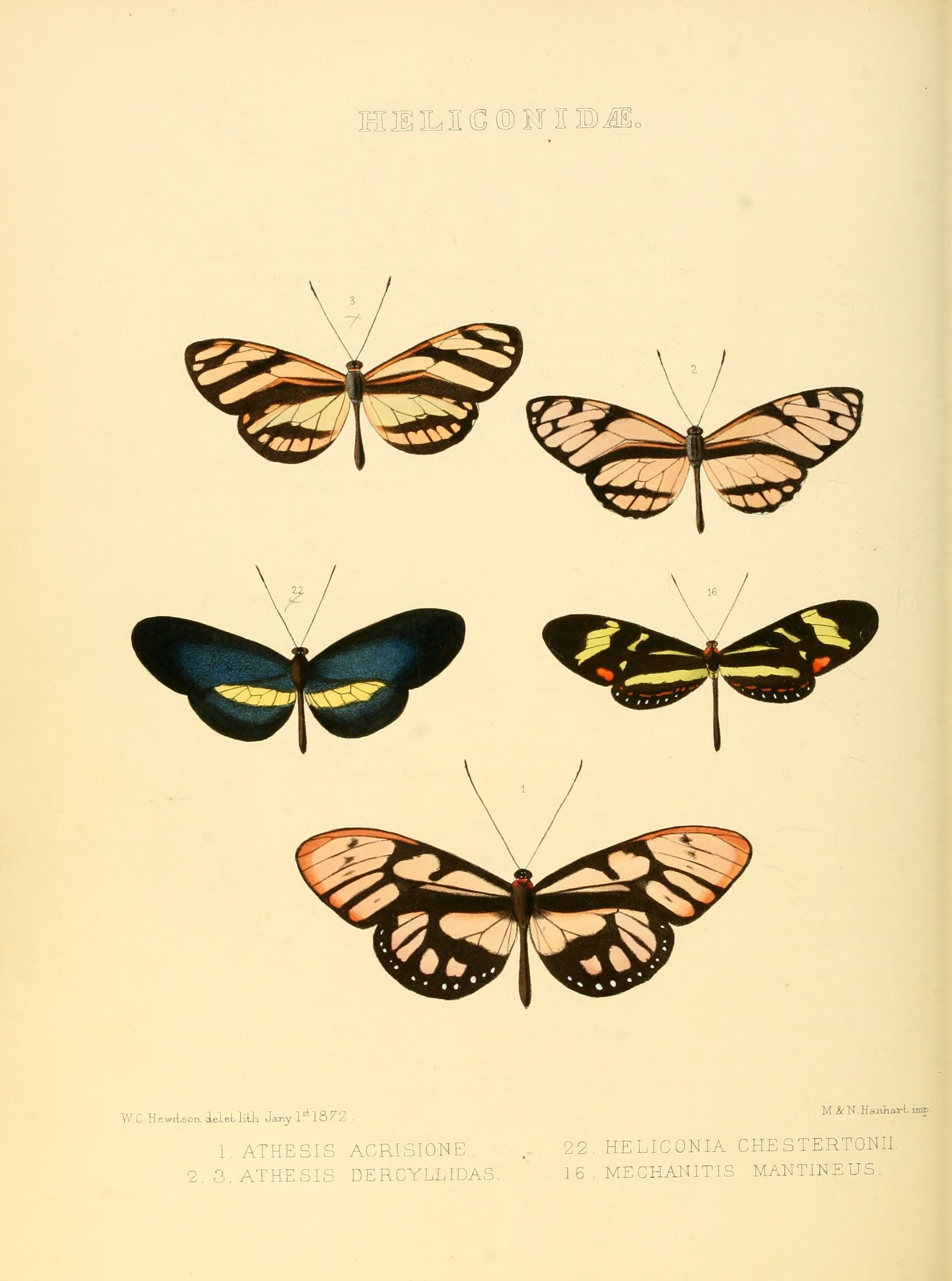
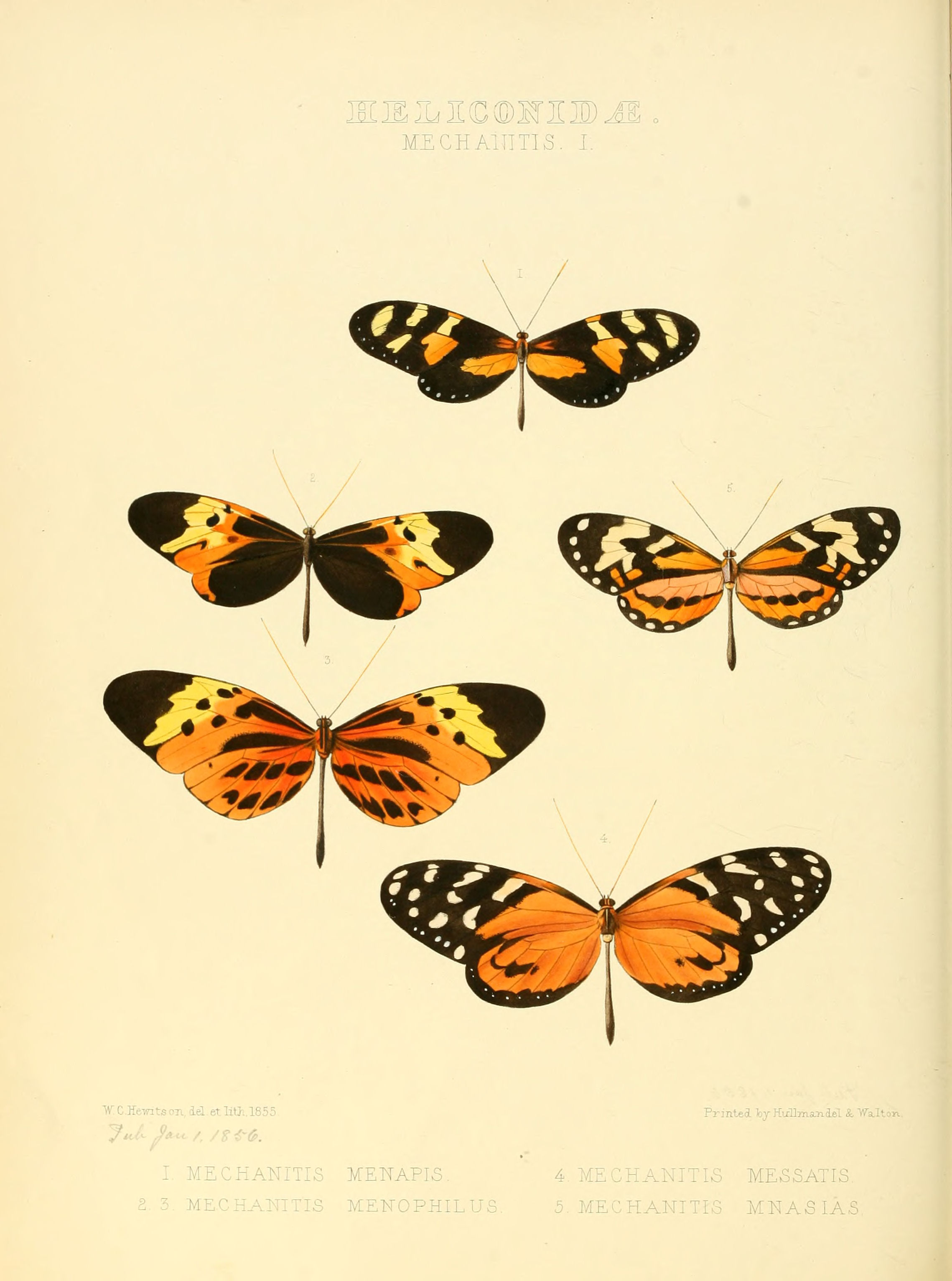